# منتخب إسبانيا لكرة القاعدة
منتخب إسبانيا الوطني لكرة القاعدة (بالإسبانية: Selección de béisbol de España)‏ هو ممثل إسبانيا الرسمي في المنافسات الدولية في كرة القاعدة .

## وصلات خارجية
- الموقع الرسمي